# Łoknia (obwód pskowski)
Łoknia – osiedle typu miejskiego w Rosji, w obwodzie pskowskim. W 2010 roku liczyło 3872 mieszkańców.